# 桃園市立中壢商業高級中等學校
桃園市立中壢商業高級中等學校（英語：Taoyuan Municipal Zhong Li Commercial Senior High School），簡稱中壢高商、壢商。位於桃園市中壢區，鄰近中壢高中與中壢觀光夜市，設有資料處理科、國際貿易科、商業經營科與綜合高中，是技術型高級中等學校。

### 歷任校長
| 任期 | 姓名   | 任職日期 | 離職日期 |
| ---- | ------ | -------- | -------- |
| 1    | 鄭達麟 | 1954年   | 1960年   |
| 2    | 謝濟眾 | 1960年   | 1971年   |
| 3    | 歐陽愈 | 1971年   | 1984年   |
| 4    | 余瑞霖 | 1984年   | 1985年   |
| 5    | 楊嵩山 | 1985年   | 1992年   |
| 6    | 陳峰津 | 1992年   | 1996年   |
| 7    | 吳正牧 | 1996年   | 2002年   |
| 8    | 劉漢平 | 2002年   | 2003年   |
| 9    | 李麗花 | 2003年   | 2011年   |
| 10   | 李世峰 | 2011年   | 2017年   |
| 11   | 蘇鴻銘 | 2017年   | 2023年   |
| 12   | 鄒岳廷 | 2023年   | 現任     |

## 部別科系
- 綜合高中部
- 高職部
  - 綜合職能科
  - 資料處理科
  - 商業經營科
  - 國際貿易科
- 進修學校
  - 資料處理科
  - 商業經營科

## 校園建物

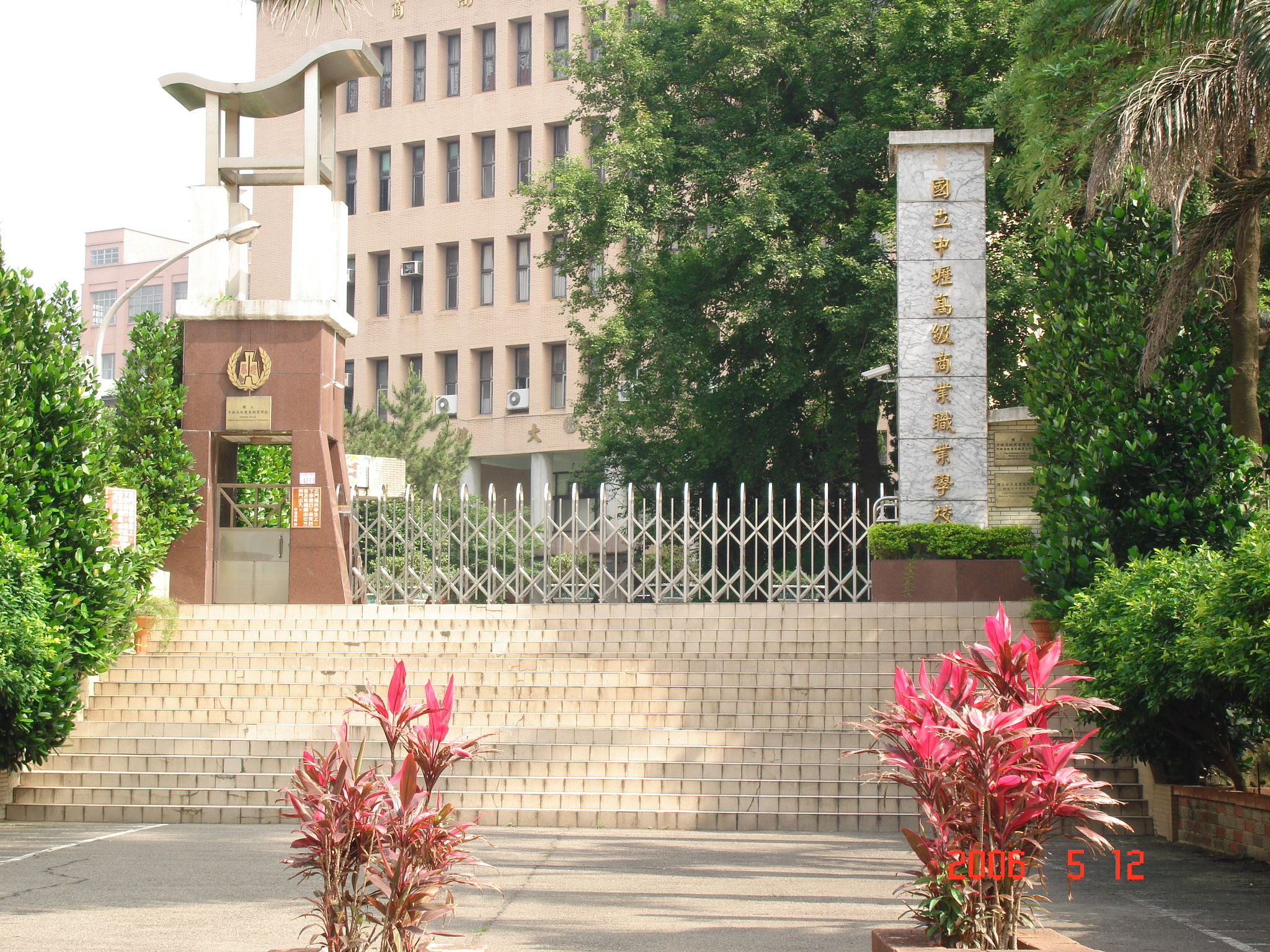
校門

- 行政大樓
- 仁愛大樓
- 信義大樓
- 忠孝大樓
- 和平大樓
- 志道大樓
- 資訊大樓
- 圖書館
- 游藝館
- 崇清村

## 校友
- 鄭金玲：前立法委員
- 周玉琴：桃園市議員
- 呂林小鳳：桃園市議員
- 邱素芬：前桃園市議員
- 林傳國：前桃園縣議員
- 呂學記：前新北市坪林區區長，前龜山鄉鄉長
- 李月琴：前平鎮市長
- 陳江順：前新屋鄉長
- 劉守禮：中壢市光明里里長
- 周正芳：資深演員，藝名為方芳
- 賴傳麒：瑞埔國小校長
- 邱顯傑：大園鄉民代表會代表
- 言明澔：演員&歌手
- 牟靜婷：直播主

## 外部連結
- （繁體中文） 桃園市立中壢商業高級中等學校 （页面存档备份，存于）